# Hinda
Hinda es una pequeña localidad de la República del Congo. Es la capital del departamento de Kouilou. Tiene 32.995 habitantes (censo de 2007).